# اوهلیوف
اوهلیوف (به لاتین: Úhlejov) یک منطقهٔ مسکونی در جمهوری چک است که در شهرستان ییچین واقع شده‌است.